# Andrew Prine
Andrew Lewis Prine (ur. 14 lutego 1936 w Jennings, zm. 31 października 2022 w Paryżu) − amerykański aktor filmowy, telewizyjny i teatralny.

## Życiorys
Urodził się w Jennings w hrabstwie Hamilton na Florydzie jako syn Florence (z domu Riviere) i Randy Prine. Ukończył Andrew Jackson High School w Miami.
W 1956 zadebiutował na scenie w spektaklu Johna Grishama Zaklinacz deszczu. Rok później wystąpił jako Elmo Hare w jednym z odcinków serialu CBS The United States Steel Hour (1957) - pt.: „Little Charlie Don't Want a Saddle”. W 1959 zagrał rolę w wystawianej przez teatr broadwayowski sztuce Look Homeward, Angel, opartej na powieści Thomasa Wolfe'a. 
W 1962 Prine został obsadzony w nominowanym do Oscara dramacie biograficznym Cudotwórczyni (The Miracle Worker), gdzie wcielił się w starszego brata głuchoniewidomej Helen Keller. Tego samego roku przydzielono mu główną rolę Andy'ego Guthrie'ego w serialowym westernie The Wide Country, nadawanym przez NBC. Później zagrał między innymi Normana Ramseya, zastępcę szeryfa w thrillerze kryminalnym The Town That Dreaded Sundown (1976) w reżyserii Charles B. Pierce'a.
Prine znany jest z występów w innych serialach, jak Bonanza, Napisała: Morderstwo (Murder, She Wrote), Hawaii Five-O czy The Bionic Woman. Grał na scenach teatralnych, regularnie pojawiał się w filmach telewizyjnych i kinowych. 
W 2012 zastąpił Richarda Lyncha w roli wielebnego Jonathana Hawthorne'a w satanistycznym horrorze Roba Zombie'ego The Lords of Salem. Zastępstwo spowodowała nagła śmierć Lyncha.

## Filmografia

### Filmy fabularne
- 1962: Cudotwórczyni jako James Keller
- 1968: Diabelska brygada jako szeregowiec Theodore Ransom
- 1968: Bandolero! jako Roscoe Bookbinder, zastępca szeryfa
- 1970: Chisum jako Alex McSween
- 1976: The Town That Dreaded Sundown jako Norman Ramsey, zastępca szeryfa
- 1982: Amityville II: Opętanie jako ks. Tom
- 1993: Gettysburg jako generał Richard B. Garnett
- 2002: Dziewczyna z Alabamy jako szeryf Holt
- 2003: Generałowie jako generał Richard B. Garnett
- 2005: Diukowie Hazzardu jako gniewny człowiek
- 2005: Daltry Calhoun jako szeryf Cabot

### Seriale telewizyjne
- 1962: Gunsmoke jako Elmo Sippy
- 1962: Alfred Hitchcock przedstawia jako Aaron Menefee
- 1963: Doktor Kildare jako dr Louis Miller
- 1963: Gunsmoke jako Clay / Billy Joe Arlen
- 1964: Doktor Kildare jako John Bardeman
- 1964: Ścigany jako Ray Kimble
- 1965: Combat! jako porucznik William Benton
- 1965: Bonanza jako George Whitman
- 1965: Doktor Kildare jako dr Roger Helvick
- 1965: Ścigany jako Neil Hollis
- 1968: Ironside jako Ernie Norton
- 1973: Barnaby Jones jako Jim Howard / Jim Hague
- 1974: Kung Fu jako White
- 1974: Barnaby Jones jako Shine Stanfield
- 1975: Hawaii Five-O jako Wally Hatch
- 1978: Hawaii Five-O jako Richard Chadway
- 1984: Napisała: Morderstwo jako prof. Todd Lowery
- 1984: Niebezpieczne ujęcia jako Michael Dante
- 1986: Napisała: Morderstwo jako Victor Salyer
- 1986: Niebezpieczna zatoka jako Perkins
- 1988: Paradise, znaczy raj jako Brenner
- 1989: Napisała: Morderstwo jako Roscoe
- 1989: Dallas jako Harrison Van Buren, III
- 1991: Matlock jako Gil Briscoe
- 1991: Napisała: Morderstwo jako Gil Blocker
- 1993: Doktor Quinn jako Thaddeus Birch
- 1993: Star Trek: Następne pokolenie jako administrator Suna
- 1994: Świat według Bundych jako psychiczny tato
- 1994–1996: Dziewczyna z komputera jako Wayne Donnelly
- 1995: Star Trek: Stacja kosmiczna jako Legate Turrel
- 1996: Nocny patrol jako Carlos Jordan
- 1996: Melrose Place jako dr Tucker
- 1997: Strażnik Teksasu jako Tim Kingston
- 1999: JAG: Wojskowe Biuro Śledcze jako admirał Linden Miles
- 2004: Sześć stóp pod ziemią jako Ed Kimmel
- 2005: CSI: Kryminalne zagadki Las Vegas jako Rodger Stokes
- 2006: Orły z Bostonu jako Sam Wolfson
- 2008: Ocalić Grace jako Everett Marshall

## Nagrody i wyróżnienia
| Rok  | Nagroda            | Kategoria                        |
| ---- | ------------------ | -------------------------------- |
| 2001 | Golden Boot Awards | Nagroda za osiągnięcia aktorskie |